# Шерф (монета)
Шерф (нем. Scherf, от лат. scrupulus — скрупул) — старонемецкая монета достоинством в полпфеннига, имевшая хождение до середины XVIII века преимущественно в саксонских и тюрингских феодальных государствах и свободных городах (Эрфурт и пр.).
Шерф являлся самой мелкой по номиналу монетой средней Германии и потому вошёл в поговорки как символ незначительного вклада («Sein Scherflein beitragen» — сравнимо с русским «Внести свою лепту»). В немецких переводах Библии для обозначения мелких монет также используется название «шерф».